# Kommissionen för att bryta oljeberoendet i Sverige till år 2020
Kommissionen för att bryta oljeberoendet i Sverige till år 2020 är en kommission vars syfte är att verka för ett framtida samhälle som brutit sitt oljeberoende senast år 2020. Kommissionen tillsattes år 2005 av den dåvarande socialdemokratiska regeringen. År 2005 stod oljan för ca 30 % av Sveriges energiförbrukning.
Regeringen angav fyra orsaker till denna strävan:
- Oljeprisets påverkan på den svenska ekonomin och arbetstillfällen.
- Kopplingen mellan olja, fred och säkerhet runtom i världen.
- De inhemska möjligheterna att använda förnybara energikällor.
- Hotet från klimatpåverkan som en följd av användandet av fossila bränslen.